# قرعون (البقاع)
قرعون - Al-Qaraoun  هي إحدى القرى اللبنانية من قرى قضاء البقاع الغربي في محافظة البقاع.

## سكانها
يبلغ عدد سكّان القرعون حوالي ثمانية آلاف نسمة تقريبًا، يقطن فيها ما يقارب ثلاثة آلاف وخمسمئة نسمة والباقون يتوزعون على دول الاغتراب ويتركز معظمهم في دول أمريكا الجنوبية. وسكانها من المسلمين السنة والمسيحيين الأورثوذكس والكاثوليك وقد استقطبت سكانا من الطائفة الشيعية من القرى المحيطة بها.

## الموقع
تقع بلدة القرعون في الجزء الجنوبي من سهل البقاع على ارتفاع تسعمئة متر عن سطح البحر وتبعد عن العاصمة بيروت نحو خمسة وثمانين كيلومترا وقد سُمّيت بحيرة الليطاني تيمّنا باسم البلدة بعد أن ابتلع مشروع الليطاني معظم الأراضي الزراعية للبلدة التي كان يعتاش منها الأهالي.

## المؤسسات الأهلية
في القرعون عدد من المؤسسات الأهلية مثل:
- الجمعية الخيرية الإسلامية
- النادي الثقافي الاجتماعي
- الكشاف المسلم
- الجمعية النسائية

## السلطات المحلية
تم إنشاء بلدية في قرية القرعون منذ أواخر التسعينات.

## النضال الوطني
شكّل أهالي القرعون سنداً رئيسيا للمقاومة في فلسطين في الأربعينات وللبلدة شهيد في فلسطين من أعلام مقاومتها هو برهان دحروج وساهم أبناء البلدة مقيمين ومغتربين بدعم كل حركات التحرر العربي ومقاومة الاحتلال الإسرائيلي بداية 1976 الثمانينات وحتى ما بعد الانسحاب الإسرائيلي عن البلدة في العام خمسة وثمانين وقدمت القرعون شهيدة هي من الأشهر في العمل المقاوم وهي لولا عبود.

## الاغتراب
وبسبب ضيق الأحوال الاقتصادية في منطقة الباقع وندرة الموارد انتشر أهل القرعون في المغتربات منذ نهاية القرن التاسع عشر فاتجهوا نحو الولايات المتحدة ثم البرازيل وغيرها من دول أمريكا الجنوبية ابتداء من منتصف الخمسينيات وظهرت من بداية التسعينيات هجرة باتجاه دول الخليج. وقد ساهم الاغتراب برفع المستوى الاقتصادي للبلدة لكنه في نفس الوقت أدى إلى تفريغ البلدة من الشباب الذين يفضل معظمهم عند بلوغهم سن الرشد العمل مع أقربائهم في بلاد الاغتراب.